# 22 Białostocki Oddział WOP

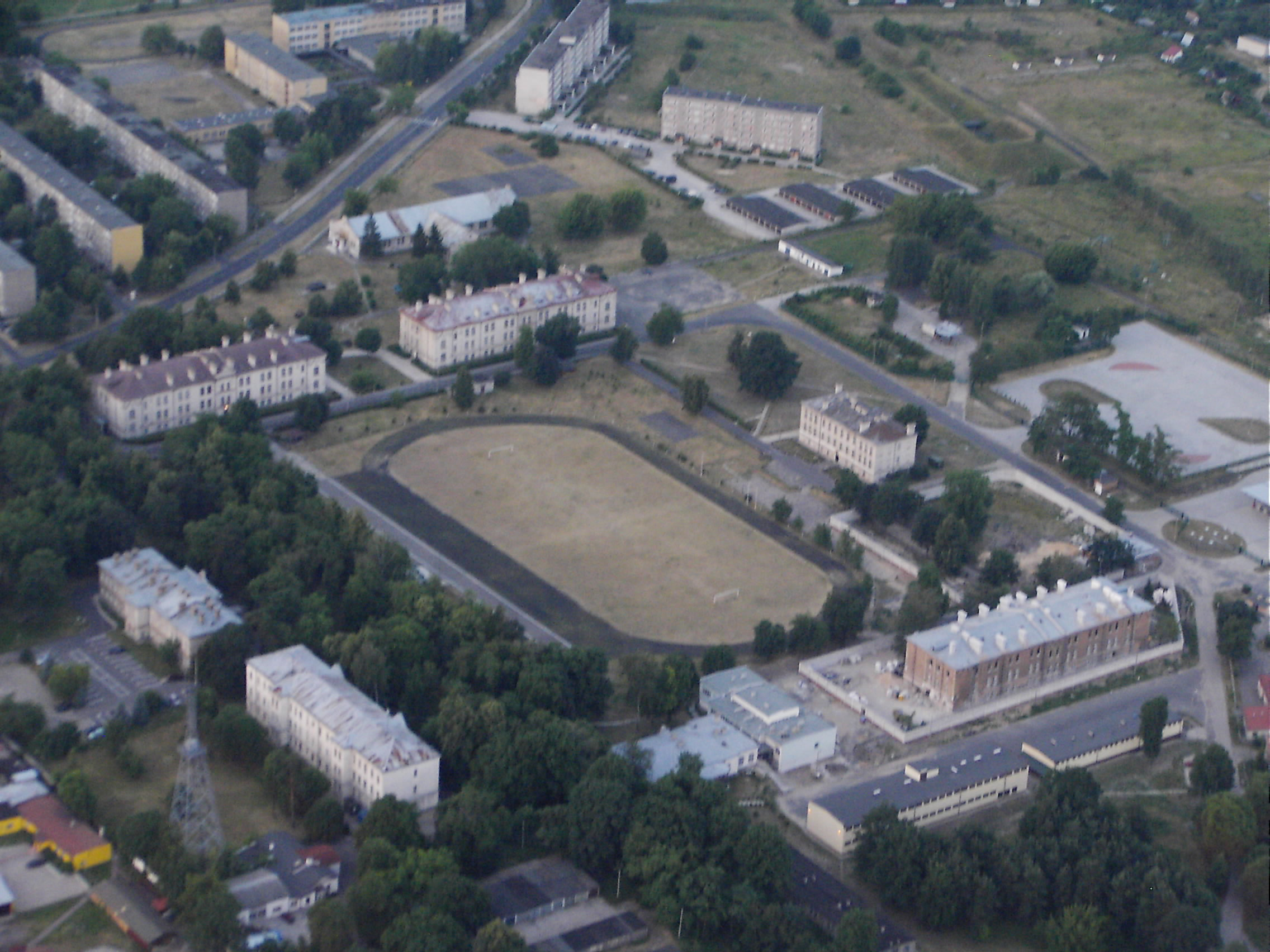
Koszary oddziału. Stan w 2012

22 Białostocki Oddział WOP – jeden z oddziałów w strukturze organizacyjnej Wojsk Ochrony Pogranicza.

## Formowanie i zmiany organizacyjne
W 1957, na bazie Grupy Manewrowej i Samodzielnego Oddziału Zwiadowczego, sformowano 22 Oddział WOP. Sztab i sekcję polityczną sformowano w oddziale dopiero w 1958.

Zgodnie z etatem czasu „P” nr 354/5, na dzień 1 sierpnia 1957 Oddział liczył 386 żołnierzy, a etat czasu „W” nr 0354/14 przewidywał 804 żołnierzy.
W 1959 nadano 26 Oddziałowi nazwę: 22 Białostocki Oddział WOP. W 1961 dowództwo posiadało kryptonim Piramida.

W 1962 wprowadzono nowy plan mobilizacyjny PM–62. Zakładał on na wypadek wojny znaczne rozwiniecie jednostki. Zgodnie z etatem czasu „P”, na dzień 1 lipca 1965 Oddział liczył 527 żołnierzy, a etat czasu „W” przewidywał 1738 żołnierzy. W ramach zadań mobilizacyjnych oddział formował od nowa 3 zapasowy batalion WOP o stanie 583 żołnierzy i rozformowywał Szkołę Samochodową WOP.
Do 1 grudnia 1968 przeformowano 22 Białostocki Oddział WOP z etatu 354/24 na etat 33/14 o stanie osobowym 527 wojskowych i 19 pracowników cywilnych.

## Struktura organizacyjna
- dowództwo, sztab i pododdziały dowodzenia
- dwie kompanie piechoty
- placówki WOP: Rutka-Tartak, Sejny, Kuźnica, Jaryłówka, Białowieża i Czeremcha
- graniczna placówka kontrolna (GPK): Kuźnica (kolejowa)

1 stycznia 1960 22 Białostockiemu Oddziałowi WOP  podlegały:
- 1 placówka WOP Czeremcha
- 2 placówka WOP Białowieża
- 3 placówka WOP Jaryłówka
- 4 placówka WOP Kuźnica
- 5 placówka WOP Bobra Wielka
- 6 placówka WOP Hołny Wolmera
- 7 placówka WOP Rutka Tartak
- GPK Kuźnica

Struktura oddziału i numeracja placówek na dzień 1.01.1964.
- 1 placówka WOP Czeremcha
  - przejście graniczne ruchu uproszczonego Czeremcha
- 2 placówka WOP Białowieża
  - przejście graniczne ruchu uproszczonego Białowieża
- 3 placówka WOP Gródek
  - przejście graniczne ruchu uproszczonego Bobrowniki
- 4 placówka WOP Kuźnica
  - przejście graniczne ruchu uproszczonego Kuźnica
- 5  placówka WOP Bobra Wielka
  - przejście graniczne ruchu uproszczonego Lipsk
- 6 placówka WOP Hołny Wolmera (przeniesiona do Sejn)
  - przejście graniczne ruchu uproszczonego Sejny
- 7 placówka WOP Rutka Tartak
  - przejście graniczne ruchu uproszczonego Suwałki
- 8 placówka WOP Gołdap
  - przejście graniczne ruchu uproszczonego Gołdap
- GPK kolejowa Kuźnica

Struktura oddziału i numeracja placówek w 1968 .
- 1 placówka WOP Czeremcha typu II
  - przejście graniczne ruchu uproszczonego Tokary
- 2 placówka WOP Białowieża typu I
  - przejście graniczne ruchu uproszczonego Białowieża
- 3 placówka WOP Gródek typu II
  - przejście graniczne ruchu uproszczonego Bobrowniki
- 4 placówka WOP Kuźnica typu I
  - przejście graniczne ruchu uproszczonego Kuźnica
- 5  placówka WOP Bobra Wielka typu II
  - przejście graniczne ruchu uproszczonego Lipsk
- 6 placówka WOP Sejny typu I
  - przejście graniczne ruchu uproszczonego Sejny
- 7 placówka WOP Rutka Tartak typu I
  - przejście graniczne ruchu uproszczonego Suwałki
- samodzielny pluton rozpoznawczy Hołny Wolmera

## Sztandar oddziału
W 1963 społeczeństwo Białegostoku ufundowało oddziałowi sztandar. Wręczenia dokonał 16 czerwca1963 przewodniczący WRN Białystok Stefan Żmijko.

## Dowódcy oddziału
- płk Stanisław Homontowski
- płk Grzegorz Wolfson
- płk Kazimierz Faryna
- płk Bolesław Łukomski
- płk Longin Wasilewicz